# Arroyo Piedra Pintada
El arroyo Piedra Pintada es un pequeño curso de agua uruguayo que recorre el departamento de Artigas. Nace al sureste de la ciudad de Artigas, tiene un curso paralelo al arroyo Guayubirá desemboca en el río Cuareim. Pertenece a la Cuenca del Plata y está muy cercano a la Piedra Pintada.